# Juan Daniel Cáceres
Juan Daniel Cáceres Rivas (ur. 6 października 1973 w Asunción) – paragwajski piłkarz występujący na pozycji lewego lub środkowego obrońcy.

## Kariera klubowa
Cáceres rozpoczynał swoją karierę piłkarską w drużynach juniorskich klubu Sport Colombia, jednak pierwszy profesjonalny kontrakt podpisał jako dziewiętnastolatek ze stołecznym zespołem Cerro Porteño z siedzibą w swoim rodzinnym mieście Asunción. W 1992 roku zadebiutował w paragwajskiej Primera División i wówczas także wywalczył ze swoim klubem mistrzostwo Paragwaju. W sezonie 1993 zdobył tytuł wicemistrzowski, za to podczas rozgrywek 1994 drugie mistrzostwo. Już do końca swojego pierwszego pobytu w Cerro Porteño tytuły mistrzowskie (1996) przeplatał wicemistrzostwami (1995, 1997). Nie mając pewnego miejsca w składzie, latem 1997 przeszedł do rywala zza miedzy, Club Guaraní, jednak z tym klubem nie potrafił zająć wyższej niż trzecia lokaty w tabeli ligowej.
W 1999 roku Cáceres został zawodnikiem argentyńskiego drugoligowca Huracán Tres Arroyos. Spędził tam rok i mimo braku awansu do najwyższej klasy rozgrywkowej regularnie występował w wyjściowej jedenastce. W letnim okienku transferowym 2000 powrócił do Cerro Porteño, z którym rok później wywalczył czwarte w karierze mistrzostwo Paragwaju. Jego dobra gra zaowocowała powrotem do Argentyny, tym razem do Estudiantes La Plata z Primera División. Przez niemal cztery lata był filarem defensywy tego klubu, notując 114 występów w lidze argentyńskiej, lecz nie odniósł z nim większych osiągnięć. Latem 2006 przeszedł do innego klubu z Argentyny, Belgrano Córdoba, z którym po sezonie 2006/2007 spadł do Primera B Nacional i spędził w niej pół roku.
W 2008 roku Cáceres powrócił do ojczyzny, podpisując umowę ze swoim byłym zespołem Guaraní. W sezonie Clausura zdobył z nim wicemistrzostwo Paragwaju, co zaowocowało transferem do znacznie bardziej utytułowanego Club Olimpia. Po sześciu miesiącach i braku jakiegokolwiek sukcesu odszedł do beniaminka najwyższej klasy rozgrywkowej, skromnego Rubio Ñú, w barwach którego zakończył piłkarską karierę w wieku 37 lat.

## Kariera reprezentacyjna
W seniorskiej reprezentacji Paragwaju Cáceres zadebiutował w 1999 roku i wówczas także selekcjoner Ever Hugo Almeida powołał go na rozgrywany w ojczyźnie turniej Copa América. Nie rozegrał tam jednak żadnego spotkania, a jego kadra odpadła w ćwierćfinale. Wziął udział w czterech spotkaniach wchodzących w skład eliminacji do Mistrzostw Świata 2002 i dwóch w ramach eliminacji do Mistrzostw Świata 2006, jednak mimo awansu Paragwaju na obydwa mundiale nie znalazł się w składzie na żaden z nich. W 2001 roku po raz drugi wziął udział w Copa América, tym razem rozgrywając wszystkie trzy spotkania, a Paragwajczycy prowadzeni przez Sergio Markariána nie zdołali wyjść z grupy. Ogółem swój bilans reprezentacyjny zamknął na dwóch zdobytych bramkach w dziewiętnastu meczach.